# The Straight Story
The Straight Story is een film uit 1999 onder regie van David Lynch. De film is gebaseerd op het echt gebeurde verhaal van Alvin Straight, die door Iowa trok op een grasmaaier. De film werd geproduceerd door Mary Sweeney, levenspartner van Lynch. Ze schreef het scenario samen met John E. Roach.

## Verhaal
Alvin Straight (Richard Farnsworth) is een oude man die samenwoont met zijn volwassen dochter Rose (Sissy Spacek). Als hij hoort dat zijn broer (Harry Dean Stanton), met wie hij lang niet gesproken heeft, een beroerte heeft gehad, neemt hij het besluit om hem te gaan bezoeken en alles hopelijk bij te leggen. Hij is echter niet goed ter been en zijn ogen zijn te slecht om auto te rijden. Daarom gaat hij op weg met zijn oude grasmaaier en een aanhangwagentje op een tocht van 390 km van Laurens, Iowa naar Mount Zion, Wisconsin.
De film vertelt het verhaal van de zes weken durende reis door landelijk Amerika, van de mensen die hij tegenkomt, van de invloed die hij op die mensen heeft en zij op hem. Het is een moderne odyssee van een man die worstelt met zijn eigen sterfelijkheid en met de broederband.

## Rolverdeling
| Acteur               | Personage                           |
| -------------------- | ----------------------------------- |
| Richard Farnsworth   | Alvin Straight                      |
| Sissy Spacek         | Rose Straight: Alvins dochter       |
| James Cada           | Danny Riordan: bewoner van Clermont |
| Wiley Harker         | Verlyn Heller: bewoner van Clermont |
| Kevin P. Farley      | Harald Olsen: tractorhersteller     |
| John Farley          | Thorvald Olsen: tractorhersteller   |
| Anastasia Webb       | Crystal: weggelopen meisje          |
| Barbara E. Robertson | Hertenvrouw                         |
| John Lordan          | Priester                            |
| Jane Galloway Heitz  | Dorothy: buurvrouw                  |
| Everett McGill       | Tom: Verdeler van John Deere        |
| Joseph A. Carpenter  | Bud: Alvins vriend                  |
| Donald Wiegert       | Sig: Alvins vriend                  |
| Ed Grennan           | Pete: Alvins vriend                 |
| Jack Walsh           | Apple: Alvins vriend                |
| Harry Dean Stanton   | Lyle Straight: Alvins broer         |

Richard Farnsworth kreeg een Oscarnominatie voor Beste Acteur, de oudste acteur die ooit deze nominatie kreeg. Hij leed aan terminale botkanker tijdens het draaien van de film, waardoor hij net als het personage dat hij speelde slecht ter been was. Feitelijk accepteerde hij deze rol uit bewondering voor Alvin Straight, en verbaasde zijn collega's met zijn vasthoudendheid tijdens de productie. Omdat hij niet met de pijn van botkanker wilde leven, pleegde hij het jaar daarna  zelfmoord, op de leeftijd van 80 jaar.